# Ловець (Шуменська область)
Лове́ць (болг. Ловец) — село в Шуменській області Болгарії. Входить до складу общини Вирбиця.

## Населення
За даними перепису населення 2011 року у селі проживали 403 особи.
Національний склад населення села:
| Національність   | Кількість осіб | Відсоток |
| ---------------- | -------------- | -------- |
| турки            | 207            | 51,6%    |
| цигани           | 141            | 35,2%    |
| болгари          | 41             | 10,2%    |
| інша             | 0              | 0%       |
| не визначились   | 12             | 3,0%     |
| Всього відповіли | 401            |          |

Розподіл населення за віком у 2011 році:
Динаміка населення: